# Torneo de Metz 2023
El Moselle Open 2023 fue un torneo de tenis perteneciente al ATP Tour 2023 en la categoría ATP Tour 250. El torneo tuvo lugar en la ciudad de Metz (Francia) desde el 5 hasta el 11 de noviembre de 2023 sobre canchas duras.

## Distribución de puntos
| Modalidad            | Campeón | Finalista | Semifinales | Cuartos de final | 2ª ronda | 1ª ronda | Clasificados | 2ª ronda de clasificación | 1ª ronda de clasificación |
| Individual masculino | 250     | 165       | 100         | 50               | 25       | 0        | 13           | 7                         | 0                         |
| Dobles masculino     | 250     | 150       | 90          | 45               | 20       | 0        | -            | -                         | -                         |

## Cabezas de serie

### Individuales masculino
| Tenista          | Ranking | Preclasificado |
| Holger Rune      | 7       | 1              |
| Álex de Miñaur   | 13      | 2              |
| Karen Khachanov  | 15      | 3              |
| Ugo Humbert      | 26      | 4              |
| Aleksandr Búblik | 33      | 5              |
| Lorenzo Sonego   | 46      | 6              |
| Yannick Hanfmann | 47      | 7              |
| Stan Wawrinka    | 51      | 8              |
| Daniel Altmaier  | 54      | 9              |

- Ranking del 30 de octubre de 2023.[2]

### Dobles masculino
| Tenista                       | Ranking | Preclasificados |
| Hugo Nys Jan Zieliński        | 41      | 1               |
| Harri Heliövaara Andreas Mies | 62      | 2               |
| Lloyd Glasspool John Peers    | 70      | 3               |
| Sadio Doumbia Fabien Reboul   | 72      | 4               |

## Campeones

### Individual masculino
Ugo Humbert venció a  Alexander Shevchenko por 6-3, 6-3

### Dobles masculino
Hugo Nys /  Jan Zieliński vencieron a  Constantin Frantzen /  Hendrik Jebens por 6-4, 6-4